# Tabanus decoratus
Tabanus decoratus är en tvåvingeart som beskrevs av Szilady 1926. Tabanus decoratus ingår i släktet Tabanus och familjen bromsar. Inga underarter finns listade i Catalogue of Life.